# Александер Редігер
Александер Редігер (нім. Alexander Rödiger, 14 травня 1985) — німецький бобслеїст, призер Олімпійських ігор.
Редігер бере участь у змаганнях міжнародного рівня з 2006. У 2009 році він у складі німецької четвірки виборов срібні медалі чемпіонату світу. На Олімпіаді у Ванкувері він повторив це досягнення і отримав олімпійську медаль.